# Профитис Илияс (Цотина)
Профитис Илияс или Цотина (на гръцки: Προφήτης Ηλίας, Τσιότινα) е малка планина в Гревенско, Гърция. Част е от планината Камбуница (Камвуния).

## Описание
Профитис Илияс е разположена в югоизточната част на Гревенско, на югозапад от Дескати. На североизток граничи с Вунаса.
Скалите на плинаната са конгломерати и пясъчници.
Изкачването до върха може да стане от село Диаселаки (Селисма, 750 m) за около 1:30 часа.
| Име            | Име            | Височина | Местоположение             |
| -------------- | -------------- | -------- | -------------------------- |
| Профитис Илияс | Προφήτης Ηλίας | 930 m    | СИ над Диаселаки (Селисма) |
| Цотина         | Τσιότινα       |          | С от главния връх          |